# Atmel

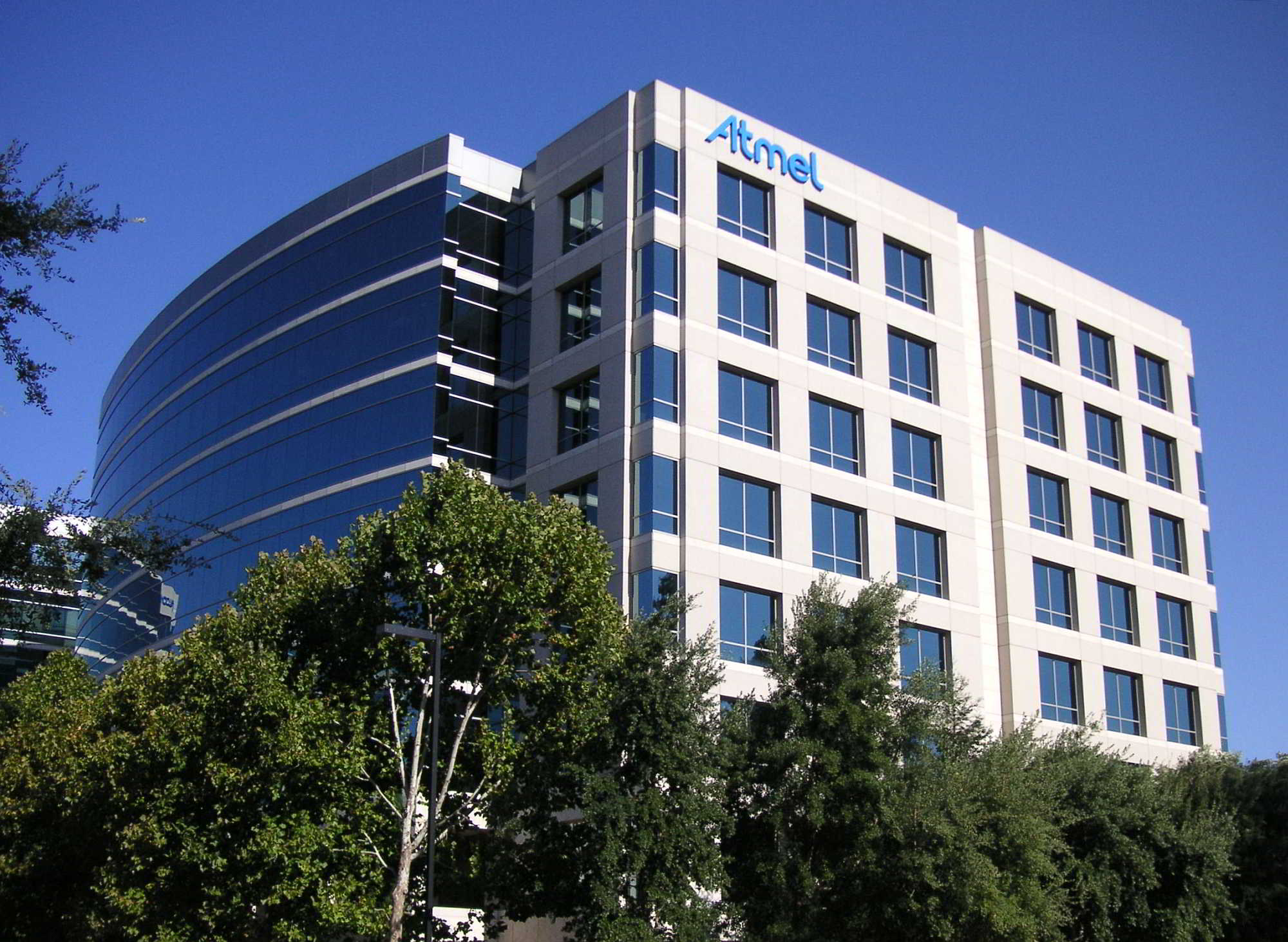
Sede corporativa da Atmel em San Jose, Califórnia, vista do oeste, 2013.

A Atmel Corporation foi uma manufaturadora de semicondutores até sua aquisição pela Microchip Technology em 2016. Fundada em 1984, sua produção incluía as memórias EEPROM e Flash, microcontroladores (incluindo o 8051, a arquitetura ARM e sua arquitetura própria, a Atmel AVR), FPGAs, chips para smartcard, RFID, interfaces RF, CI's para automóveis e outros componentes eletrônicos.
O número de empregados da empresa em 2003 era de aproximadamente 7,5 mil e sua sede se localizava em San José na Califórnia.
A Atmel possuía as seguintes instalações fabris:
- Fab5 em Colorado Springs (Estados Unidos)
- Fab7 em Rousset (França)

## Produtos
- Atmel AT91 series (Arquitetura ARM THUMB)
- AT90 series – AVR (Atmel Norway design)
- ATMega series – AVR (Memória Flash de MegaBytes – Atmel Norway design)
- ATTiny series – AVR (Tamanho e Consumo Reduzido – Atmel Norway design)
- Atmel AT89 series Arquitetura (Intel 8051/MCS51)
- MARC4